# Marion Marauder
Marion Marauder, född 2013 i New Hope i Pennsylvania, är en amerikansk varmblodig travhäst. Han tränas av Paula Wellwood och körs av Scott Zeron.
Marion Marauder började tävla i juni 2015. Han har till oktober 2017 sprungit in 3,1 miljoner amerikanska dollar på 52 starter varav 20 segrar, 15 andraplatser och 5 tredjeplatser. Bland hans främsta meriter räknas segrarna i Hambletonian Stakes (2016), Yonkers Trot (2016), Kentucky Futurity (2016) och en andraplats i International Trot (2017).
Med trippeln i de tre stora treåringsloppen Hambletonian Stakes, Yonkers Trot och Kentucky Futurity tog han en Triple Crown inom amerikansk travsport säsongen 2016. Han blev den nionde travaren genom historien att lyckas med denna bedrift, och den första sedan Glidemaster 2006.